# Христианизация Земли вятичей
Христианиза́ция Земли́ вя́тичей — процесс принятия христианства восточнославянским племенем вятичей, населявших территорию верхнего и среднего Поочья в VIII—XIII (XIV) веках.
Вятичи выделялись из общего ряда восточно-славянских племён. Их территория попала под частичное влияние Хазарского каганата, которое отличалось от них по языку, культуре и религии. До XI века земля вятичей представляла собой целостную самостоятельную территорию, которую населял племенной союз, обособленный от других восточно-славянских племён и земель. С конца X века предпринимались неоднократные попытки киевских князей Святослава и Владимира подчинить и наложить дань на это племя. Эти попытки не увенчивались окончательной победой и носили временный характер. В «Поучении Владимира Мономаха» (конец XI века) не говорится о покорении вятичей. Управление их осуществлялось независимыми племенными вождями. Отсутствие прочного племенного союза, объединявшего всех вятичей с вождями во главе, послужило причиной политического и административного раздробления этой территории. В конце XII века вятичская земля оказалась поделённой между тремя самостоятельными княжествами: северная территория вошла в состав Ростово-Суздальского княжества; верхнеокский бассейн — в состав Черниговского княжества; среднее Поочье отошло к Рязанскому княжеству.
Археология позволяет довольно точно выделять вятичские захоронения среди иных славянских погребений того же периода по характерным только для этой народности атрибутам. Судя по языческим захоронениям некоторые группы вятичей сохранили относительную самостоятельность до XIII века включительно.

## История
История земли вятичей разделяется на периоды: VIII — вторая треть X века — территориально-политическое образование независимое от Киевской Руси; последняя треть X — конец XI века — подчинение вятичских земель древнерусскими княжествами; XII — первая треть XIII века — завершение процесса вхождения под власть древнерусских князей и административно-культурная ассимиляция. После подчинения русским князьям вятичи ещё долго сохраняли свой языческий быт, предания и обряды.
Историк Русской церкви Е. Е. Голубинский считал, что вятичи были крещены значительно позднее других восточно-славянских племён. Он приводит легенду, что жители города Мценска окончательно были крещены великим князем московским Василием Дмитриевичем и митрополитом Фотием, то есть уже в начале XV века, причём «с употреблением большой воинской силы». Выводы Голубинского были приняты также религиоведом Н. С. Гордиенко и другими советскими исследователями. Это утверждение противоречит историческим источникам, поскольку Мценск был присоединён к Московскому княжеству в начале XVI века. Но легенда может являться косвенным подтверждениям того, что русские князья долгое время не могли привести вятичей к повиновению.

### VIII—X века
В славянском язычестве существовал погребальный обряд кремации усопших с последующим захоронением под насыпью курганов в глиняных сосудах (урнах). Многочисленные археологические раскопки вятичских курганов с трупосожжениями датируются в основном VIII—X веком. Из этого следует, что по X век включительно на бо́льшую территорию Земли вятичей христианство ещё не распространилось.

### XI—XII века
Отдельные захоронения с трупосожжением относятся и к XI—XII веку. Но в XI веке появляется новый обряд погребения — захоронение на горизонте (или трупоположение на материке) с сохранением многих деталей языческой обрядности (разнообразная ориентировка, большое количество угля в погребениях, руки, вытянутые вдоль тела, горшки рядом с погребёнными, большое количество вещей и в женских, и в мужских захоронениях и др.). Форма обряда становится христианской, а множество деталей ритуала свидетельствует о сохранении языческих традиций. В этот период обряд кремации сосуществовал с обрядом ингумации. В XII веке количество погребений на горизонте уменьшается и они начинают уступать место ямным захоронениям, которые становятся преобладающими в XII—XIII веках. На рубеже XIII века ямные захоронения характеризуются почти полным отсутствием языческих деталей обряда и наличием христианских признаков (захоронения со сложенными на груди руками, отсутствие в могиле угля и керамики, большое количество безынвентарных погребений). На лопастях семилопастных височных колец конца XII — начала XIII веков, найденных в захоронениях, появляется орнамент в виде креста с перекрещёнными концами. Появление погребений на горизонте не может быть истолковано как смена верования, но появление ямных погребений свидетельствует об утрате языческих традиций, сохранившихся лишь в качестве бытовых пережитков вплоть до XIX века.
«Повесть временных лет» так описывает обычай вятичей по захоронению умерших: «аще кто умряше, творяху тризну над ним, и по семь творяху кладу велику, и възложахуть и на кладу, мертвеца сожьжаху, и посемь собравше кости вложаху в судину малу, и поставляху на столпе на путех, еже творять вятичи и ныне». Из летописи следует, что лишь вятичи даже в начале XII века продолжали сжигать умерших на кострах. Немалое число проповедников трудилось над обращением в христианство особенно приверженных языческой вере.

### Христианская миссия Иоанна Кукши
Наиболее известным проповедником был иеромонах Кукша. Письменное упоминание о его христианской миссии в землю вятичей-язычников относится к 1113 году. Инок Киево-Печерского монастыря Иоанн Кукша со своим учеником Никоном отправился во главе духовной миссии в вятичские земли. По одной из версий Кукша мог быть язычником, крещённым святым Владимиром. По преданию после крещения, он получил имя Иоанн, но церковь причислила его к лику святых под языческим именем Кукша. Первым местом, где развернула свою деятельность миссия, была Брянская земля, затем перешли на Орловские земли. По церковному преданию недалеко от Мценских деревень Карандаковой и Фроловки на миссионерский стан язычники напали, и Кукша был обезглавлен: «усечен бысть с учеником своим». Некоторые исследователи называют местом гибели Кукши город Серенск. Мощи первокрестителя были доставлены и помещены в ближние пещеры Киево-Печерской лавры, где хранятся до настоящего времени.

## Последствия христианизации
Большинство вятичей было обращено в христианство в XI веке. В XII веке ещё существовали группы язычников, но они не составляли уже большинства населения. Процесс христианизации вятичского населения сопровождался большими сложностями и противоречиями, сохранялись пережитки старой религии. Но христианство было неразрывной частью государственной системы, и его распространение служит свидетельством успехов прежде всего государственной власти.
После смены религии изменились социальные отношения: было запрещено многожёнство, кровная месть, человеческие жертвоприношения. Принятие христианства вятичами способствовало консолидации древнерусской народности. Единая церковная организация заменила местные языческие культы. Идеологическое единство веры и государства создавало опору единой государственности.